# A teremtés oszlopai

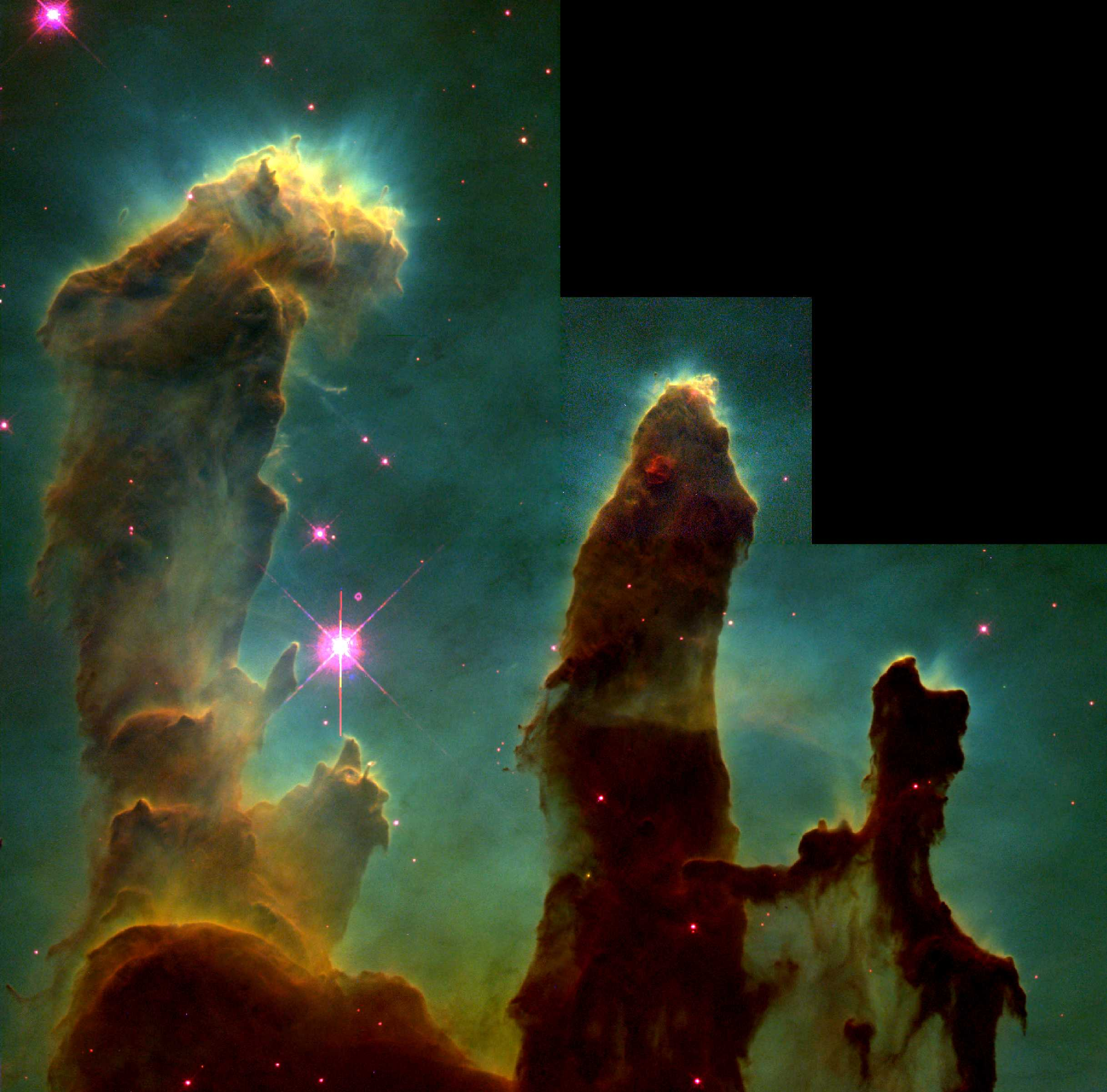
A teremtés oszlopai (1995, Fotó: NASA, Jeff Hester és Paul Scowen)

A teremtés oszlopai (Pillars of Creation) néven vált ismertté az a fénykép, mely a Sas-köd egyik részletéről készült. A képet 1995. április 1-jén Jeff Hester és Paul Scowen – az Arizona State University csillagászai – készítették a Hubble űrtávcső Wide Field and Planetary Camera 2 (WFPC2) eszközének segítségével. A felvétel három hatalmas, gázokból és porból álló felhőoszlopot ábrázol.
Később, 2011-ben lefényképezte a Herschel űrtávcső és 2022-ben a James Webb űrtávcső is.

## A felvétel
A végső képet 32 felvételből állították össze. A kép „lépcsős” alakjának oka, hogy a WFPC2 kamerái között három nagy látószögű és egy fele akkora látómezejű, de kétszer akkora felbontású ún. bolygókamera található. A végső kép összeállítása során az eltérő méretarányú fotót lekicsinyítve illesztették hozzá a többi felvételhez, így alakult ki a kép jobb felső részén látható lépcsős terület.
A gázfelhők nevüket onnan kapták, hogy az oszlopok belsejében csillagok születnek.

### A 2014-es felvétel
2015 januárjában jelentette be a NASA, hogy A Hubble űrtávcső újra megörökítette a Teremtés oszlopait és a korábbinál szebb és részletgazdagabb felvételt készített róla. A fotót az Amerikai Csillagászati Társaság 225. ülésén mutatták be.
|  |  |

### A 2022-es felvételek
2022 októberében mutatták be azokat a felvételek, melyeket a James Webb űrtávcső készített a Teremtés Oszlopairól a fedélzetén található NIRCam segítségével. Az új felvételek az infravörös tartományban készültek.
|  |  |

## Az oszlopok megsemmisültek volna?
Nicolas Flagey, az Institut d’Astrophysique Spatiale munkatársa 2006 végén publikált egy tanulmányt, melyben a Spitzer űrtávcső felvételeit vizsgálva arra a következtetésre jutott, hogy 6000 évvel ezelőtt egy szupernóvarobbanás megsemmisítette az oszlopokat. Azonban tekintettel arra, hogy mintegy 7000 fényév távolságra lévő eseményről van szó, a jelenséget csak mintegy 1000 év múlva fogjuk észlelni. Az intézet később módosította a tanulmányban foglaltakat: bár a robbanás lökéshulláma valóban áthaladt az oszlopokon, de nem tett bennük akkora kárt, hogy a Teremtés oszlopai megsemmisültek volna. A robbanás csak hozzájárult a felhőoszlopok fokozatos pusztulásához, ami annak következménye, hogy anyagukból csillagok keletkeznek.